# موفق باشید (فیلم)
موفق باشید (به بنگالی: Shubho Mahurat) فیلمی محصول سال ۲۰۰۳ و به کارگردانی ریتوپارنو گوش است. در این فیلم بازیگرانی همچون شارمیلا تاگور، راکهی گلزار، ناندیتا داس، توتا روی چادری، گوتام گوس، سومیترا چاترجی و مادابی موکرجی ایفای نقش کرده‌اند.